# Ekari
Pour l’article homonyme, voir Ekari (langue).
Les Ekari ou Ekagi ou Kapauku, qui se nomment eux-mêmes Mee, sont une population de Nouvelle-Guinée occidentale, dans la province indonésienne de Papouasie. Au nombre de 100 000 en 1985, ils sont agriculteurs et habitent les hautes terres centrales, à environ 1 500 mètres d'altitude, dans le kabupaten de Paniai. Ils parlent l'ekari, une langue du rameau des langues Wissel Lakes de la branche occidentale de la famille des langues de Trans-Nouvelle Guinée, tout comme le moni et le wolani.